# Верхоланцев, Владимир Степанович
Владимир Степанович Верхоланцев (11 июня 1879, Томск — 20 января 1947, Молотов) — российский региональный педагог и краевед, автор книг, посвящённых истории города Перми.

## Биография

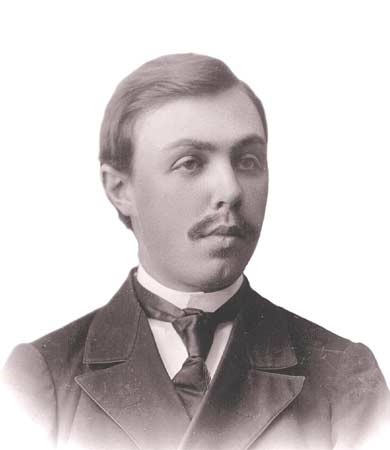

Владимир Степанович Верхоланцев родился в 1879 году в Томске, где в это время жили его родители. Когда Владимиру было 6 лет, его мать умерла, и в 1890 году отец Степан Федорович (род. в 1844 г. в деревне Данилиха Пермского уезда), забрав сына, вернулся на свою родину в Пермь. 
Под влиянием воспитывавшей его бабушки Вассы Васильевны  Верхоланцевой (ум. в 1889 г.) Владимир получил духовное образование: учился в Пермском духовном училище, потом в Пермской духовной семинарии и Казанской духовной академии (1905). После окончания учёбы преподавал Пермском епархиальном женском училище сначала — арифметику, затем — историю и географию, а в 1909—1912 гг — в Пермской частной женской гимназии М. Н. Зиновьевой (сейчас — школа № 7), с 1914 года — в духовном училище. Верхоланцев много путешествовал, дважды был в Италии.
В 1912 году Верхоланцев опубликовал свои первые статьи в «Пермских губернских ведомостях» и «Пермских епархиальных ведомостях». В 1913 году были изданы его книги, посвященные Перми. "Летопись города Перми" представляет собой выписки дат из газеты "Пермские губернские ведомости". "Город Пермь, его прошлое и настоящее" в популярной форме знакомит с наиболее важными событиями, происходившими в городе, и известными личностями (книга была дважды переиздана, первый раз (1994 г.) за счет Пермской областной библиотеки большим тиражом, но из-за отсутствия спроса почти полностью списана в макулатуру). 
В 1916 году, когда открылся Пермский университет, поступил на историко-филологический факультет и вступил в Общество философских, исторических и социологических наук при университете.
В 1919 году, перед взятием города Красной Армией, эвакуировался в Сибирь, но в мае 1920 года вернулся в Пермь. Продолжил обучение на историко-филологическом факультете ПГУ и окончил его в 1922 году. Заведовал библиотекой Пермского краеведческого музея и преподавал географию в школах Перми.

## Публикации
- В. С. Верхоланцев. Летопись города Перми с 1890 по 1912 г.
- В. С. Верхоланцев. Город Пермь, его прошлое и настоящее. — Пермь, 1913 г, 1994 г и 2000 г (главы из книги).

## Интересные факты
- В. С. Верхоланцев рассказывал, что его прадед по отцу, Даниил Иванович, был первым жителем деревни Данилиха (сейчас — микрорайон Перми), и её название образовано от его имени.[1] Эта информация не соответствует действительности, так как Данила Иванович умер  9 марта 1833 г. в возрасте 60 лет, а  "починок на речке Данилиха" известен с 1719 г.
- В. С. Верхоланцев - племянник известного купца и мецената, потомственного почетного гражданина, проживавшего постоянно в Москве, Павла Федоровича Верхоланцева.